# Manuelangelia tuberosa
Genre
Synonymes
- Limonia González-Sponga, 1998 nec Meigen, 1803

Espèce
Synonymes
- Limonia tuberosa González-Sponga, 1998

Manuelangelia tuberosa, unique représentant du genre Manuelangelia, est une espèce d'opilions laniatores à l'appartenance familiale incertaine.

## Distribution
Cette espèce est endémique de l'État de La Guaira au Venezuela. Elle se rencontre vers Vargas.

## Description
Le mâle holotype mesure 1,63 mm et la femelle paratype 1,68 mm.

## Systématique et taxinomie
Cette espèce a été décrite sous le protonyme Limonia tuberosa par González-Sponga en 1998. Le nom Limonia González-Sponga, 1998 étant préoccupé par Limonia Meigen, 1803, il est renommé Manuelangelia par Kury et Alonso-Zarazaga en 2011.

## Étymologie
Ce genre est nommé en l'honneur de Manuel Ángel González Sponga.

## Publications originales
- González-Sponga, 1998 : « Aracnidos de Venezuela. Cinco nuevos generos y cinco nuevas especies de microopiliones en la hojarasca del bosque tropical (Opiliones: Laniatores: Phalangodidae). » Acta Biologica Venezuelica, vol. 18, no 4, p. 27–41.
- Kury & Alonso-Zarazaga, 2011 : « Addenda and corrigenda to the Annotated catalogue of the Laniatores of the New World (Arachnida, Opiliones). » Zootaxa, no 3034, p. 47–68.